# Новокрасный (Краснодарский край)
Новокра́сный (также Ново-Красный) — хутор в Гулькевичском районе Краснодарского края России. Входит в состав Пушкинского сельского поселения.

## Население
| 2002 | 2010 |
| ---- | ---- |
| 565  | ↘513 |

## Улицы
- ул. Красная[5].